# Profundiconus vaubani
Profundiconus vaubani is een in zee levende slakkensoort uit de familie Conidae en werd in 1995 beschreven door Röckel in Richard & Moolenbeek als Conus vaubani. Net zoals alle soorten binnen het geslacht Conus zijn deze slakken roofzuchtig en giftig. Zij bezitten een harpoenachtige structuur waarmee ze hun prooi kunnen steken en verlammen.